# Batalla de Vučji Do
La batalla de Vučji Do (en serbio: Битка код Вучјег дола, romanizado: Bitka kod Vučjeg dola) fue una importante batalla de la guerra montenegrino-otomana de 1876-78 que tuvo lugar el 18 de julio de 1876 en Vučji Do, Montenegro, y se libró entre los fuerzas combinadas de tribus (batallónes) montenegrinas y de Herzegovina oriental contra el ejército otomano bajo el mando del gran Visir Ahmed Muhtar Pasha. Las fuerzas montenegrino-herzegovinas derrotaron fuertemente a los otomanos y lograron capturar a dos de sus comandantes. Además, capturaron un gran cargamento de armamento.

## Batalla
La batalla tuvo lugar en Vučji Do, cerca de Nikšić. 
Selim Pasha fue asesinado por Đoko Popović, de la tribu Cuce, mientras que Osman Pasha fue capturado por Luka Dragišić, de la tribu Piperi.

## Galería

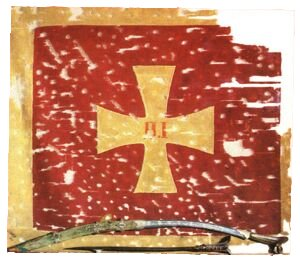
Bandera montenegrina utilizada en la batalla, dañada por las balas de los soldados otomanos.